# مارینا ده وان
مارینا ده وان (فرانسوی: Marina de Van‎؛ زادهٔ ۸ فوریهٔ ۱۹۷۱) کارگردان فیلم، فیلم‌نامه‌نویس و هنرپیشه اهل فرانسه است.

## فیلم‌شناسی
- See the Sea (۱۹۹۷) (نویسنده)
- کمدی موقعیت (۱۹۹۸) (بازیگر)
- ۸ زن (۲۰۰۲) (نویسنده)
- در پوست من (۲۰۰۲) (کارگردان-نویسنده)
- La clef  (۲۰۰۷) (بازیگر)
- به گذشته نگاه نکن (۲۰۰۹) (کارگردان-نویسنده)
- Le petit poucet (۲۰۱۰) (کارگردان/نویسنده همکار)
- Dark Touch (۲۰۱۲) (کارگردان-نویسنده)